# Пиерийское восстание

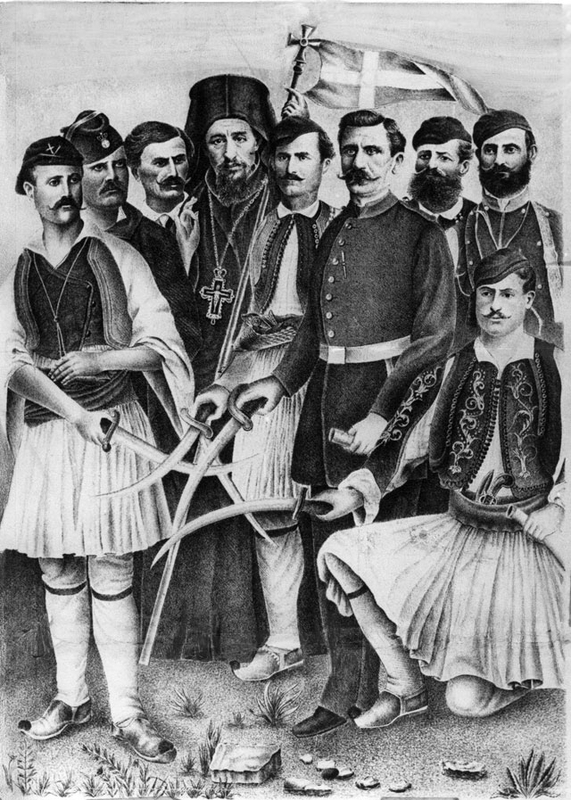

Пиерийское восстание 1878 года, в Греции чаще упоминается как Революция Литохорона (греч. Επανάσταση του Λιτοχώρου) по имени города-главного центра восстания — восстание греческого населения Македонии в составе Османской империи, направленное одновременно против турецкого господства и планов российской дипломатии по созданию «Великой Болгарии», включавших под болгарский контроль греческое население.

## Восточный кризис 1875—1878 годов
Восточный вопрос, стоявший на повестке дня с начала XIX века, вошёл в свою критическую фазу в 1875 году. Кризис начался с христианского восстания в Герцеговине (июнь 1875 года), почти сразу перебросился в Боснию, а в апреле следующего года в Болгарию. В июне 1876 года Сербия объявила войну Турции и была поддержана Черногорией. После первых успехов, сербы стали нести поражения. В ноябре Россия, вынужденная вмешаться, навязала туркам перемирие. Сербия запросила помощь у Греции, поддерживаемая в этом, по выражению современного английского историка Дакина «панславистами русскими». Греческое правительство, учитывая угрозы турок против греческого населения империи, всё ещё помня свой печальный опыт времён Крымской войны и отчуждённое от России в результате её новой, панславистской, политики, но главное под давлением европейских держав, в особенности Англии, которая обещала Греции территориальные выигрыши в случае соблюдения нейтралитета, не стало ввязываться в войну.
Этот нейтралитет вызвал протесты как в пределах Греческого королевства, так и греческого населения на территории Османской империи.
На Константинопольском конгрессе, в декабре 1876 года, стала вырисовываться вероятность предоставление автономии Болгарии, разделённой на Восточную и Западную Болгарию, куда включались и территории с компактным греческим населением. Это послужило началом волнений среди греческого населения, которое возглавлял митрополит Фессалоникийский Иоаким (впоследствии Иоаким III (Патриарх Константинопольский)).
В апреле 1877 года Россия начала военные действия против Османской империи. После взятия русскими войсками Плевны, в декабре 1877 года, возобновилась сербо-турецкая война и сербы вновь обратились за помощью к Греции. Новый отказ вызвал народное возмущение, что привело к отставке греческого правительства в январе 1878 года. Новое правительство произвело мобилизацию.
Греческая армия вошла в Фессалию, но уже вступило в силу русско-турецкое перемирие и после протеста европейских держав армия была отозвана.

## Сан-Стефанский мир
Сан-Стефанский мир, подписанный в 1878 году, игнорировал греческие интересы, предусматривал создание «Великой Болгарии», «которая», согласно Дакину, «сама не приложила особых усилий для получения своей свободы», включение в новое государство греческих, с точки зрения Греции и греков, городов Македонии и Западного Причерноморья.
Идеалы панславизма той эпохи поэтически говорили о том что «От скал Афона вплоть до поморян <…> раскинулись владения славян».
Сан-Стефанский мир не включал непосредственно скалы Афона (полуостров Халкидики) в новое славяно-язычное государство, но греческое население остальных областей Македонии, принявшее участие во всех греческих революциях с 1770 года и жаждущее воссоединения с Грецией пришло в движение.
Условия Сан-Стефанского мира вызвали протесты не только греков, но и сербов, которые заявляли, что сербское население и земли попадают под контроль другого государства. Ответом Петербурга было, что сербские интересы отходят на второй план перед интересами России, которые требуют создания «Великой Болгарии».

## Пиерия
Область Пиерия, Центральная Македония, расположенная между горой Олимп и Эгейским морем, известна в новейшей греческой истории своими клефтскими традициями, участием в восстаниях 1770 года (Пелопоннесское восстание) и 1821 года (Греческая революция).
Оставшись вне пределов возрождённого греческого государства, население области в течение почти пяти десятилетий принимало участие в партизанской войне и непрекращающейся череде восстаний, добиваясь воссоединения с Грецией.
Уже с началом Восточного кризиса, в августе 1875 года, греческие партизанские отряды стали вновь проникать в османскую Македонию. В августе 1876 года военачальники П. Калогирос, В. Хостевас и др. контролировали районы гор Пиерия, Олимп и Вермион. Епископ Николай I Китрский готовил население к восстанию против планов включения территорий с греческим населением в создаваемое болгарское государство.
В январе 1878 года Македонский комитет в Афинах, состоящий из видных македонян, живущих в греческой столице, приступил к координации действий в Македонии.
Набор добровольцев производился в основном в городе Аталанти, Средняя Греция, в квартале Новая Пелла, среди беженцев-македонян, обосновавшихся здесь после поражения греческого восстания в Македонии в 1854 году. Македонский комитет планировал высадку отрядов на полуострове Халкидики и в устье реки Стримонас. Но в конечном итоге восстание было начато в регионе Олимп-Пиерия с перспективой охвата региона Западная Македония.
Выбор Пиерии объяснялся не только революционными традициями населения, но также доступом с моря и доступом с суши, через полуавтономную тогда Фессалию.
План восстания был одобрен центральным Македонским комитетом, который возглавлял юрист Каллигас, Павлос, при секретном содействии консула Греции в Салониках Константина Ватикиотиса и митрополита Фессалоникийского Иоакима (впоследствии Иоаким III (Патриарх Константинопольский)).

## Начало восстания
15 февраля 1878 года 500 революционеров высадились на побережье города Литохоро с двух кораблей «Византий» и «Идра».
Возглавляли отряд, громко именуемый «Армия Олимпа» лейтенант Козмас Думбиотис, потомки героического рода Лазосов, Толиос и Яннакис Лазос, уже 80-летний к тому времени ветеран Греческой революции 1821 года Георгиос Захилас, Влахавас-младший. В Монастырь Святого Дионисия были доставлены боеприпасы и 2500 мужчин стеклись туда, желая принять участие в восстании. Оружия не хватало для всех и 2000 бойцов оставались безоружными. Повстанцы заняли Литохорон.

## Образование Революционного правительства
«Временное Революционное правительство Македонии» было образовано из представителей епархии Олимпа 19 февраля 1878 года, в воскресенье, в тот же день когда был подписан Сан-Стефанский мир.
Членами правительства были избраны : Э. Коровангос — председатель, врач А. Астериу, Г. Захариадис, Я. Николау, Я. Вергидис, Д. Сакелларидис, Н. Мициос, от монастыря Петра иеромонах Никифор и священник А. Георгиу. На следующий день в состав правительства был включён епископ Николай I Китрский. Решение о образовании правительства было подписано ещё 40 представителями Пиерии, Олимпа и нома Козани, Западная Македония.
22 февраля (6 марта) епископ Николай I Китрский провозгласил революцию в центре своей епископии, в Колиндрос, и во главе с военачальником Вангелис Хостевас 300 бойцов с успехом атаковали турецкий гарнизон.
В тот же день военачальники М. Дзимас и М. Апостолидис отбили у турок крепость Платамон.
23 февраля Г. Захилас и М. Апостолидис атаковали турецкую колонну у села Гони южного Олимпа.

## Прокламация революционеров
Революционное правительство в Литохоро издало прокламацию, которая обращалась к Великим державам и конкретно к консулам России, Франции, Англии, Германии, Италии и США в Салониках.

## Поражение Революции
Лейтенант Думпиотис потерял время, ведя переговоры, через землевладельца Бициоса, с комендантом города Катерини Дервишем Бабой. Турецкий комендант выразил покорность, ставя условием неприкосновенность мусульманского населения. Тем временем значительные турецкие силы стали прибывать из Скопье. С их прибытием проявилась и предательская роль Бициоса. Думпиотис совершил также просчёт, рассеяв свои силы и послав отряды на взятие Рапсани и на нейтрализацию «черкесов» крепости Тоховас. В результате Катерини осталась в турецких руках и туда вошли войска Асаф Паши. После этого турки продвинулись к Китрос и к Катериноскала.
Повстанцы выслали свои семьи в укреплённые горные позиции Филакто, Галакто и в монастырь Всех Святых, а сами заняли позиции в Колиндрос. 25 февраля 2500 регулярных солдат с орудиями и 500 иррегулярных турок направились к Колиндрос. Турки вошли в город 26 февраля.
Епископ Николай Китрский поджёг сам кафедральный собор, чтобы святые реликвии не попали в руки турок. Сам город был сожжён турками и «черкесами».
Женщины и дети (около 3000 человек), укрывшиеся в монастыре Всех Святых (Μονή Αγίων Πάντων), оказались осаждёнными и без припасов. Немногим удалось уйти из монастыря. Остальные, чтобы не попасть в руки турок, последовали примеру женщин в Залогго в 1803 году и Наусы в 1822 году, бросившись в пропасть.
Главный удар восстанию в Пиерии был нанесён с взятием и сожжением Литохорона 3 (15)-4 (16) марта, а затем разрушением Рапсани. 9 церквей были разрушены, церковь Святого Дмитрия — до основания. В разрушении города, кроме регулярных войск, приняли участие башибузуки, «черкесы», албанцы, цыгане и другие мусульмане.
Помощь, ожидаемая повстанцами с юга, не пришла никогда, и 2800 ружей, присланных с кораблём «Византий», в Плака попали в руки турок. Те из женщин и детей, что нашли убежище в Дионисиате, были перевезены в Салоники под защиту иностранных консульств.

## Западная МакедонияиОлимп
18 февраля на горе Вурино было сформировано «Временное правительство Македонии-Епархия Элимия» (ном Козани и ном Кастория, Западная Македония). Возглавили правительство Лиатис Иосиф и Пихеон, Анастасиос. В своей прокламации правительство провозглашало «перед богом и людьми, воссоединение родины Александра Македонского с матерью Грецией».
Военные действия шли здесь, хотя и без координации с Афинами и Литохоро, с успехом для повстанцев до середины августа 1878 года. Были атакованы турецкие гарнизоны в Козани, Кастория, озеро Преспа, Писодери,Флорина, Монастир (ныне Битола).
Думпиотис продолжил партизанскую войну в регионе ном Гревена, Западная Македония до подписания перемирия 19 апреля 1878 года. Хостевас, Калогиру, Заркадас и др. военачальники продолжили военные действия на Олимпе и после перемирия и, не имея уже ни материальной ни моральной поддержки греческого государства, ушли в Фессалию.

## Перемирие в Ламии
Эпилог Революции был написан в городе Ламия, с подписью перемирия, 19 апреля 1878 года. Перемирие было подписано при посредничестве Англии, которая уже получила от османов Кипр за свои услуги. Военачальники получили амнистию, и многие из них вернулись на Олимп.
1500 повстанцев, удерживающих область вокруг Писодери, Западная Македония, невзирая на перемирие по-прежнему угрожали взятием Монастира (Битола), что вынудило османов послать туда 15 полков азиатских турок. Турецкие полки были подвергнуты большому давлению, но получили передышку в октябре, благодаря наступившей зиме. Греки отошли в укрытия и в Греческое королевство. Но после Берлинского конгресса в июне 1878 года и с наступлением весны 1879 года, Греция ожидала от османов приграничных территориальных уступок и не стала рисковать, возобновляя военные действия.

## Значение восстания в Пиерии и Западной Македонии
Несмотря на поражение, которое сопровождалось разрушением сёл и резнёй, Пиерийское и Западномакедонские восстания усилили дипломатическую позицию Греции на Берлинском конгрессе. Ревизия Сан-Стефанского мира была предварительно обговорена секретным англо-русским соглашением от 18/30 апреля 1878 года.
Греческая дипломатия, избегая максималистских требований, поставила себе целью на Берлинском конгрессе получить от турок Крит и территориальные уступки в Эпире и Фессалии. Что касается Македонии и Фракии, основной задачей было не допустить их включение в состав нового болгарского государства, что совпадало с позицией и других европейских государств. По решениям конгресса, Греция получила незначительную коррекцию в свою пользу границ в Эпире и в Фессалии. Ревизия условий Сан-Стефанского мира, чему в определённой мере содействовало и Пиерийское восстание, оставила вопрос о будущем Македонии открытым до Балканских войн 1912—1913 годов.